# Gojek
Gojek là một công ty khởi nghiệp công nghệ có trụ sở tại Jakarta, Indonesia, chuyên về dịch vụ vận tải và hậu cần. Đây là Kỳ lân đầu tiên của Indonesia, cũng là công ty duy nhất ở Đông Nam Á được đưa vào 50 công ty của Fortune đã thay đổi thế giới năm 2017 và xếp thứ 17 cùng với Apple (thứ 3), Unilever (thứ 21), và Microsoft (thứ 25). Công ty được định giá khoảng 5 tỷ đô la vào tháng 2 năm 2018, Kể từ tháng 11 năm 2018, Gojek đã hoạt động tại Indonesia, Việt Nam, Singapore, Thái Lan và sẽ sớm hoạt động tại Philippines và Malaysia.
Gojek đứng trong Top 10 thương hiệu mạnh nhất ở Indonesia và Top 3 thương hiệu vận chuyển / hậu cần mạnh nhất. Gojek đã đầu tư vào Pathao, một công ty đua ngựa của Bangladesh. Gojek đã giành được sự ủng hộ tài chính từ các nhà đầu tư bao gồm Google, quỹ tài sản có chủ quyền của Singapore, Temasek Holdings và gã khổng lồ internet Trung Quốc Tencent. Vào tháng 5 năm 2018, Gojek đã đầu tư 500 triệu đô la vào chiến lược mở rộng quốc tế của mình. Gojek đã tuyển dụng 100 sinh viên mới tốt nghiệp trong lĩnh vực kỹ thuật từ Ấn Độ vào năm 2017.

## Lịch sử
Cái tên Gojek xuất phát từ thuật ngữ "Ojek" trong tiếng Indonesia nghĩa là xe ôm thường được tìm thấy trên khắp Indonesia. Được thành lập vào năm 2010 với 20 người lái xe máy ôm, đội xe của họ hiện vượt quá 1 triệu tài xế và cung cấp 18 ứng dụng theo yêu cầu dịch vụ kể từ tháng 5 năm 2018. Ứng dụng Gojek được ra mắt vào tháng 1 năm 2015, và chỉ trong chưa đầy hai năm, ứng dụng đã đạt được gần 30 triệu lượt tải xuống. Gojek đã hợp tác với ngân hàng DBS lớn nhất của Singapore.
Gojek được thành lập bởi Nadiem Makarim, một người Indonesia bản địa, người có bằng Đại học Brown và Trường Kinh doanh Harvard. Ông làm việc tại McKinsey và Co. tư vấn trong ba năm  trước khi bắt đầu Gojek từ một trung tâm cuộc gọi nhỏ chỉ với 20 tài xế ojek, người sau này trở thành nhà tuyển dụng. Là một người dùng ojek trung thành, Nadiem phát hiện ra rằng các tài xế ojek dành phần lớn thời gian để chờ đợi khách hàng, trong khi khách hàng lãng phí thời gian để đi tìm một chiếc ojek có sẵn. Gojek được xây dựng để giải quyết vấn đề này, bằng cách cung cấp một nền tảng nơi người lái xe và người lái có thể kết nối hiệu quả và cho phép những người lái xe đó cải thiện thu nhập của họ.
Tính đến tháng 5 năm 2018, ứng dụng cung cấp 18 dịch vụ, với 2 dịch vụ mới sắp ra mắt trong kinh doanh nội dung trực tuyến, tổng cộng có 20 dịch vụ theo yêu cầu trong một nền tảng. Là một công ty khởi nghiệp do Indonesia điều hành đã tạo ra lợi thế cho Gojek, trong việc điều hướng môi trường pháp lý địa phương, cũng như tìm hiểu thị trường địa phương. Điều này cho phép họ tích hợp các tính năng vào ứng dụng phù hợp hơn với cả trình điều khiển cục bộ và người tiêu dùng địa phương.
Vào ngày 16 tháng 9 năm 2024, nền tảng gọi xe và giao đồ ăn Gojek đã quyết định đóng cửa hoạt động kinh doanh tại Việt Nam.

## Cung cấp tài chính
Hành trình trở thành một công ty khởi nghiệp kỳ lân của Gojek bắt đầu vào giữa năm 2014, khi mức độ phổ biến ngày càng tăng của nó đã tăng mức cao hơn mục tiêu 1,5 tỷ đô la  trong một vòng gây quỹ từ một số nhà đầu tư bao gồm Sequoia Capital, Temasek holdings, KKR, Tencent, Meituan-Dianping, Warburg Pincus, Northstar Group, Farallon Capital Management LLC, Capital Group Cos, DST Global, JD.com Inc. and NSI Ventures. Đến năm 2018, hai công ty lớn của Indonesia, PT Astra International Tbk, và PT Global Digital Niaga (GDN), một công ty con của PT Global Digital Prima (GDP) Ventures, Djarum group cũng đã đầu tư trực tiếp. Điều này đã củng cố vị thế của Gojek như một startup "kỳ lân" và nó trở thành startup có giá trị nhất ở Indonesia. Nó cũng đã đề cập đến sự quan tâm trong việc khám phá các khả năng trở thành công ty khởi nghiệp tỷ đô đầu tiên tổ chức đợt chào bán công khai ban đầu, không có khung thời gian cụ thể.
Sau khi kết thúc vòng tài trợ vào tháng 8 năm 2016 đã huy động được tới 550 triệu đô la, hai công ty lớn nhất của Indonesia, PT Astra International Tbk, và PT Global Digital Niaga (GDN), một công ty con của PT Global Digital Prima (GDP) Ventures, Djarum group, đầu tư vào Gojek. Các nhà đầu tư quốc tế bao gồm những gã khổng lồ công nghệ như công cụ tìm kiếm Google và China China Tencent, cùng với công ty đầu tư toàn cầu Temasek. Một cuộc khảo sát đã tiết lộ Gojek là ứng dụng cưỡi ngựa phổ biến nhất ở Indonesia. Công ty được định giá khoảng 5 tỷ đô la vào tháng 2 năm 2018, vượt quá tổng vốn hóa thị trường của tất cả các công ty vận tải trong IDX.

### Mua lại
Sự tăng trưởng nhanh chóng của công ty đã kích hoạt một chuỗi các hoạt động mua lại và hợp tác. Năm 2016 Gojek đã công bố mua lại hai công ty khởi nghiệp kỹ thuật có trụ sở tại Ấn Độ, C42 Engineering và CodeIgnition, và thành lập một trung tâm phát triển tại Bangalore, Ấn Độ. Họ cũng đã mua lại Leftshift, một nhà phát triển ứng dụng di động Ấn Độ, và Pianta, một công ty khởi nghiệp chăm sóc sức khỏe tại nhà Ấn Độ. 
Trong năm 2017, công ty này đã mua lại Loket.com, một trong những công ty hệ thống quản lý sự kiện và đặt vé trực tuyến lớn nhất Indonesia. Trong cùng năm đó, nó đã mua lại ba công ty fintech mạng lớn ở Indonesia; Kartuku, Midtrans và Mapan, để mở rộng kinh doanh thanh toán

## Tranh cãi
Tăng trưởng nhanh chóng của Gojek và chiếm lĩnh thị trường tại Indonesia đã dẫn đến việc đưa tin trên phương tiện truyền thông nổi bật, bao gồm những lời chỉ trích chủ yếu xuất phát từ dịch vụ taxi và Gojek thông thường. Không chỉ vậy, Gojek từng bị Bộ trưởng Bộ Giao thông vận tải cấm hoạt động, cùng với các dịch vụ thuê xe khác. Lệnh cấm đã bị người Indonesia phản đối, thu hút sự ủng hộ của công chúng với hashtag #SaveGojek đã trở thành chủ đề xu hướng hàng đầu trên Twitter ở Indonesia. Cùng ngày, lệnh cấm đã được Tổng thống Jokowi dỡ bỏ.
Tổng thống Joko Widodo nhấn mạnh, chúng ta không nên cấm một sự đổi mới. Theo quan điểm của ông,  gojek  là một ứng dụng được tạo ra bởi những người trẻ tuổi có ý tưởng sáng tạo. Vì vậy, đừng để quy định kiềm chế sự đổi mới.
Vào tháng 10 năm 2017, Bộ trưởng Bộ Giao thông Vận tải Indonesia, Budi Karya Sumadi áp dụng một quy tắc mới cho taxi trực tuyến, PM 108 thay thế cho PM 26 trước đó, quy định ô tô cá nhân được sử dụng cho giao thông công cộng.